# Romeu Tuma
Romeu Tuma (São Paulo, 4 de outubro de 1931 — São Paulo, 26 de outubro de 2010) foi um advogado, delegado de polícia e político brasileiro filiado ao Partido Trabalhista Brasileiro (PTB). Diretor-geral do Departamento de Ordem Política e Social (DOPS), foi senador por São Paulo durante dois mandatos.

## Biografia

### Carreira policial
Descendente de sírios, Romeu Tuma foi investigador e depois, delegado de polícia concursado da Polícia Civil do Estado de São Paulo. Bacharel em Direito pela PUC-SP, dois de seus quatro filhos seguiram a carreira política: Romeu Tuma Júnior foi deputado estadual por São Paulo, e Robson Tuma, deputado federal, ambos também delegados de polícia.
Foi diretor geral do Departamento de Ordem Política e Social (DOPS) paulista de 1977 a 1982. De acordo com o livro Habeas Corpus, lançado em janeiro de 2011 pela Secretaria Especial de Direitos Humanos da Presidência da República, Tuma participou ativamente na ocultação de cadáveres de militantes políticos assassinados sob tortura e no falseamento de informações que poderiam levar à localização dos corpos dos desaparecidos políticos. Apesar disso, segundo reportagem de Antônio Carlos Prado e Juliana Dal Piva à IstoÉ: " 'Muito embora ele [Tuma] soubesse de um sistema de tortura, ao que se saiba nunca se envolveu com essa prática', diz o ex-ministro da Justiça e advogado penal José Carlos Dias. Ele [o advogado] e Tuma sempre mantiveram uma relação de respeito mútuo, em campos diametralmente opostos: o delegado prendia opositores políticos, o advogado os defendia."
Em 1982, tornou-se superintendente da Polícia Federal no Estado, e em 1985, torna-se diretor geral do órgão.
Durante sua gestão, o chamado "boi gordo" foi confiscado no âmbito do Plano Cruzado, foi descoberta a ossada do médico alemão Josef Mengele, e houve a captura de Tommaso Buscetta, o mafioso cujas confissões ajudaram a desmantelar parte das máfias italiana e norte-americana presentes no Brasil. Permaneceu dirigindo a Polícia Federal até 1992, já no Governo Collor, quando também acumulou o cargo de Secretário da Receita Federal do Brasil.

### Político
Em 1994, disputou sua primeira eleição e foi eleito senador por São Paulo pelo Partido Liberal (PL).
No final de maio de 1995, rumores que o senador Romeu Tuma planejava concorrer à prefeitura de São Paulo pelo Partido da Frente Liberal (PFL, atual Democratas) fizeram o PL ameaçar expulsá-lo, se não os negasse. Segundo Valdemar da Costa Neto, líder do partido na Câmara, Tuma teria todo o apoio se quisesse se candidatar, pelo PL: "Não temos nada contra ele. Só o que queremos é acabar com o desgaste a que o partido está sendo submetido"; em resposta, Tuma disse que a atitude de Valdemar era "ditatorial". Em 26 de maio, Valdemar entrou com o pedido formal de expulsão, mas Tuma declarou que saía antes de ser expulso. À Folha de S.Paulo, Tuma disse que já estava desprestigiado no partido, que não era convidado a eventos, que Valdemar sentia ciúmes pelos convites das outras legendas; já Costa Neto respondeu que: "A presença do senador muito nos honraria, mas ele não responde aos convites e prefere participar de jantares com integrantes de outros partidos".
Filiou-se então no PFL, pelo qual concorreu à prefeitura de São Paulo em 2000, obtendo o 4º lugar. Reelege-se senador em 2002, onde manteve o cargo de corregedor do Senado até 2010. Durante seus dois primeiros mandatos, foi condecorado em 2000 pelo presidente Fernando Henrique Cardoso com a Ordem do Mérito Militar no grau de Grande-Oficial especial e, em 2004, promovido pelo presidente Luiz Inácio Lula da Silva ao último grau da ordem, a Grã-Cruz.
Em 2007, filia-se ao Partido Trabalhista Brasileiro (PTB).
Candidatou-se à reeleição em 2010, mas teve problemas de saúde no início de setembro, inicialmente divulgado como problema de afonia, e ficou internado até o fim das eleições. Assim, não pôde fazer campanha corpo-a-corpo e tampouco gravar programas eleitorais, o que refletiu na sua inexpressiva votação (se comparada com as eleições anteriores). Tuma obteve 3,8 milhões de votos, ficando assim em 5º lugar, atrás de Aloysio Nunes, Marta Suplicy (eleitos senadores), Netinho de Paula e Ricardo Young. O jornal Folha de S.Paulo divulgou erroneamente a morte do senador no dia 24 de setembro de 2010. O diário assumiu o erro e lançou uma errata minutos mais tarde.

### Morte
Faleceu em 26 de outubro de 2010, aos 79 anos de idade, no Hospital Sírio-Libanês, na região Central de São Paulo, em decorrência de uma falência múltipla dos órgãos. Em sua vaga, assumiu o suplente Alfredo Cotait Neto, que cumpriu o restante do mandato, até 31 de janeiro de 2011. O corpo de Romeu Tuma foi sepultado em 27 de outubro de 2010, no Cemitério São Paulo.